# Vastagh Györgyné Benczúr Olga
Vastaghné Benczúr Olga (München, 1875. február 24. – Budapest, 1962. június 10.) magyar képző- és iparművész.

## Családja
Benczúr Gyula festőművész és Karolina Max lánya, Benczúr Elza iparművész, Benczúr Ida festőművész és Benczúr Gyula orvos testvére, Benczúr Béla építész és Gabriel von Max festőművész unokahúga.
Férje ifj. Vastagh György szobrászművész, gyermekei Vastagh Éva és Vastagh László szobrászművészek, valamint Vastagh Pál (1909-1945) mérnök.

## Élete és munkássága
Iskolai tanulmányainak befejeztével apja irányítása mellett sokoldalú művészi képzésben részesült. Tényleges mestere a nála mintegy tizenöt évvel idősebb unokabátyja, Alois Müller festő és restaurátor volt. Tőle tanulta a rajzolás, festés, bőrmunka, festett gobelinkészítés technikáját. Gobelinjei, népművészeti motívumokkal díszített miseruha tervei, festett fa dobozai, bőrmunkái 1930-ban a Benczúr nővérek tárlatán voltak láthatók. Paraszti témájú zsáner kisplasztikai sorozatának darabjai a Herendi Porcelángyár 1939-es kiállításán  szerepeltek. 1945 után akvarell képeslapokat, könyvjelzőket festett többnyire virágmotívumokkal.
Művei szerepeltek a Vastagh művészcsalád kiállításán 2004-ben az Ernst Múzeumban.

## Képek

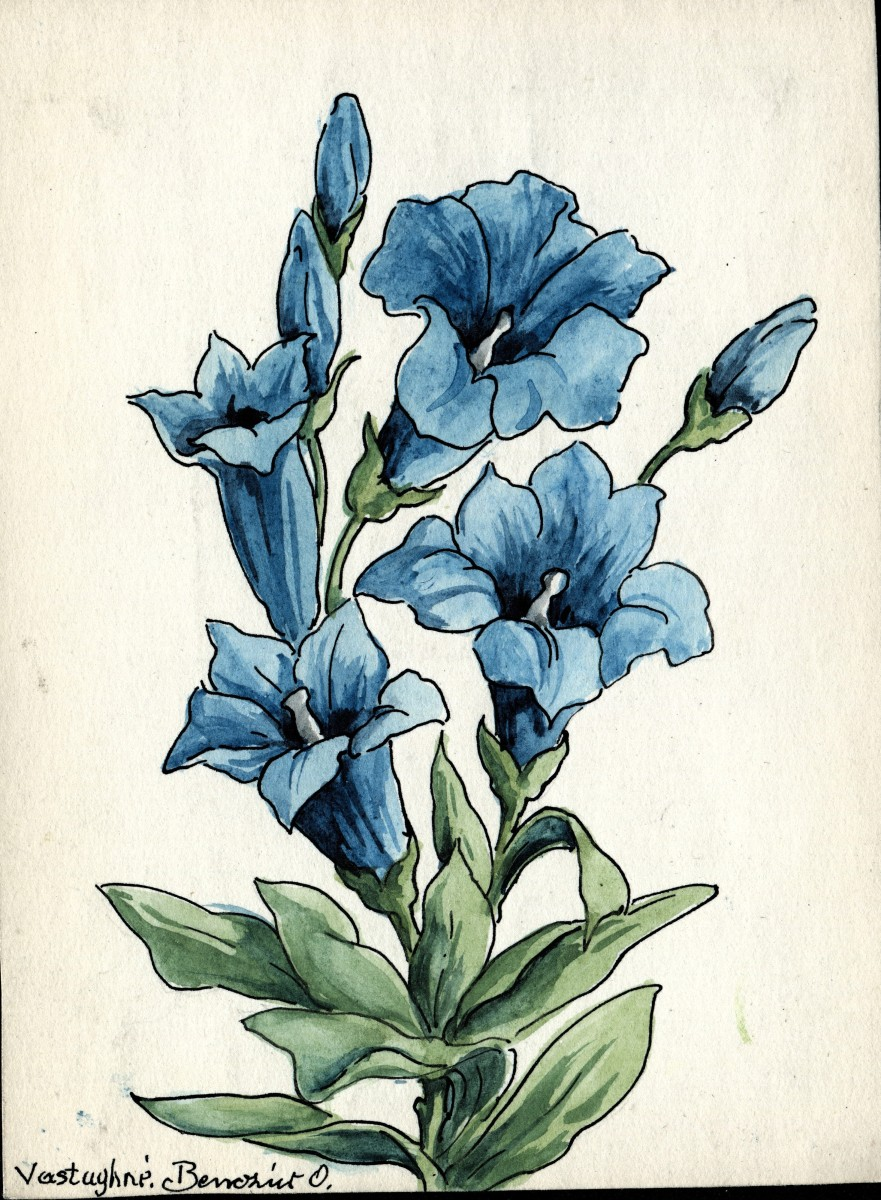
Virágos képeslap
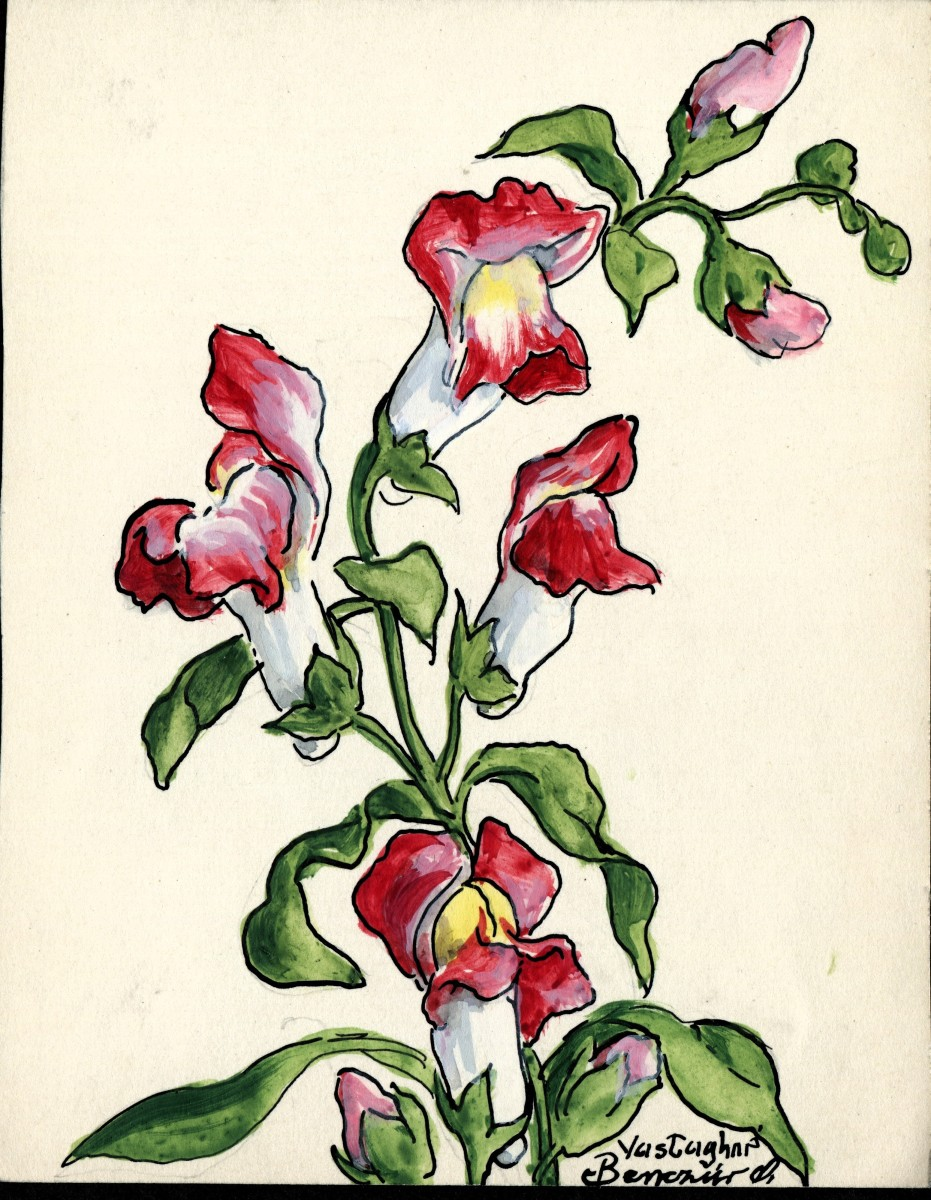
Virágos képeslap (tátika)
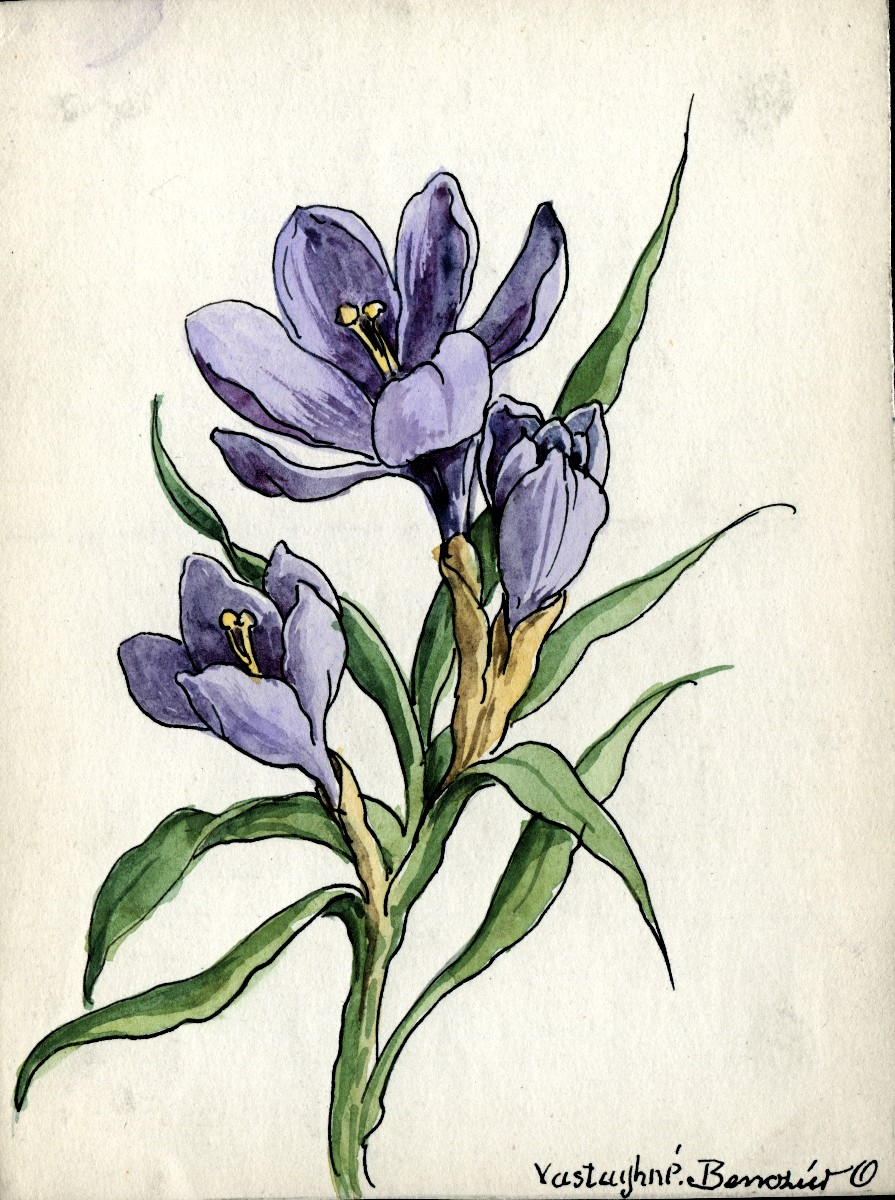
Virágos képeslap (krókusz)
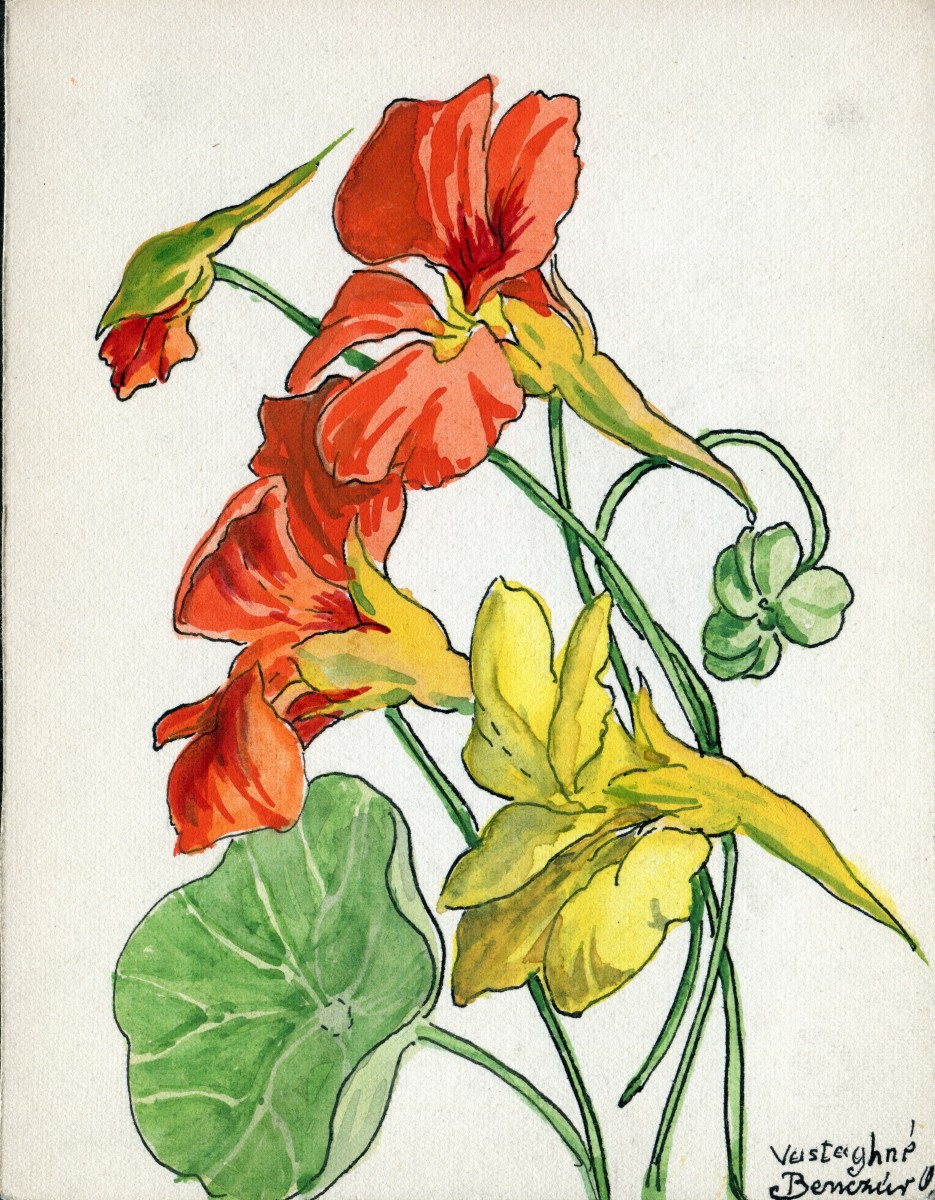
Virágos képeslap
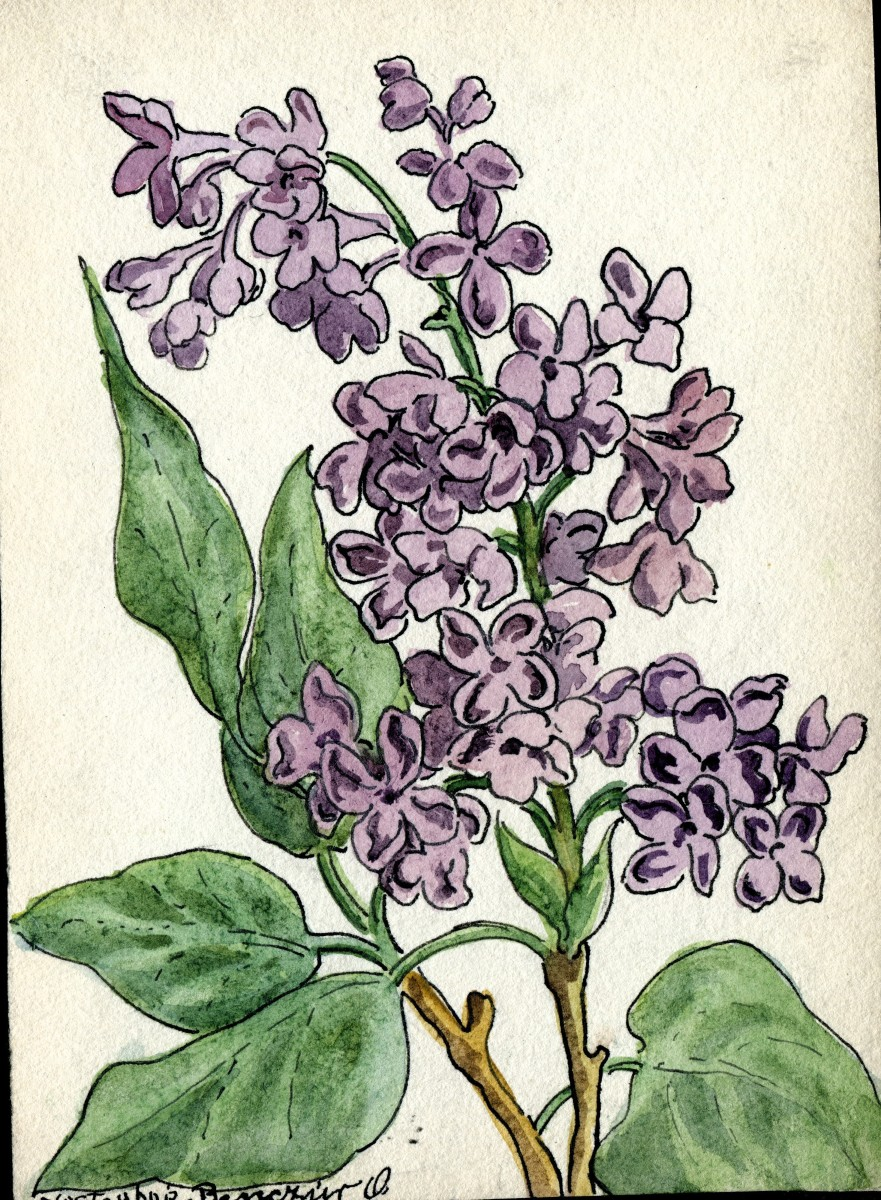
Virágos képeslap (orgona)
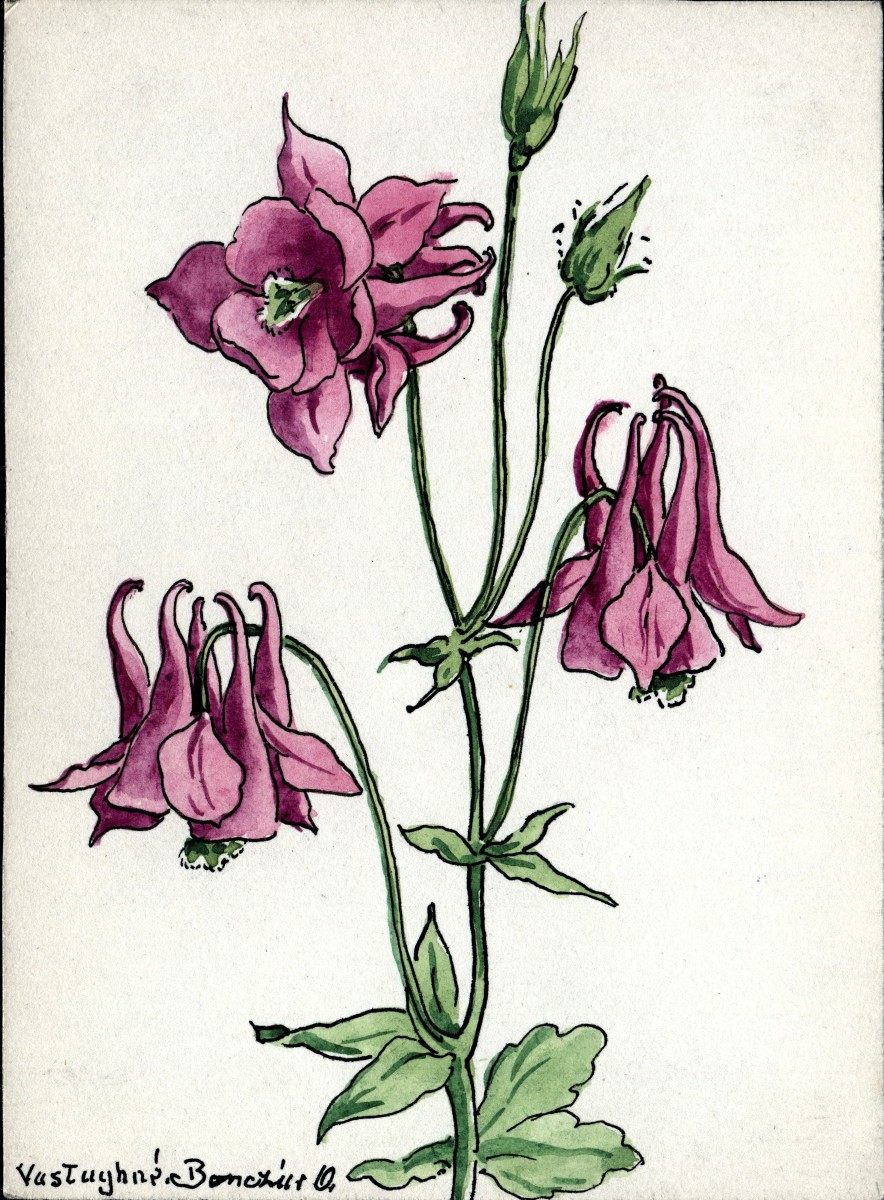
Virágos képeslap
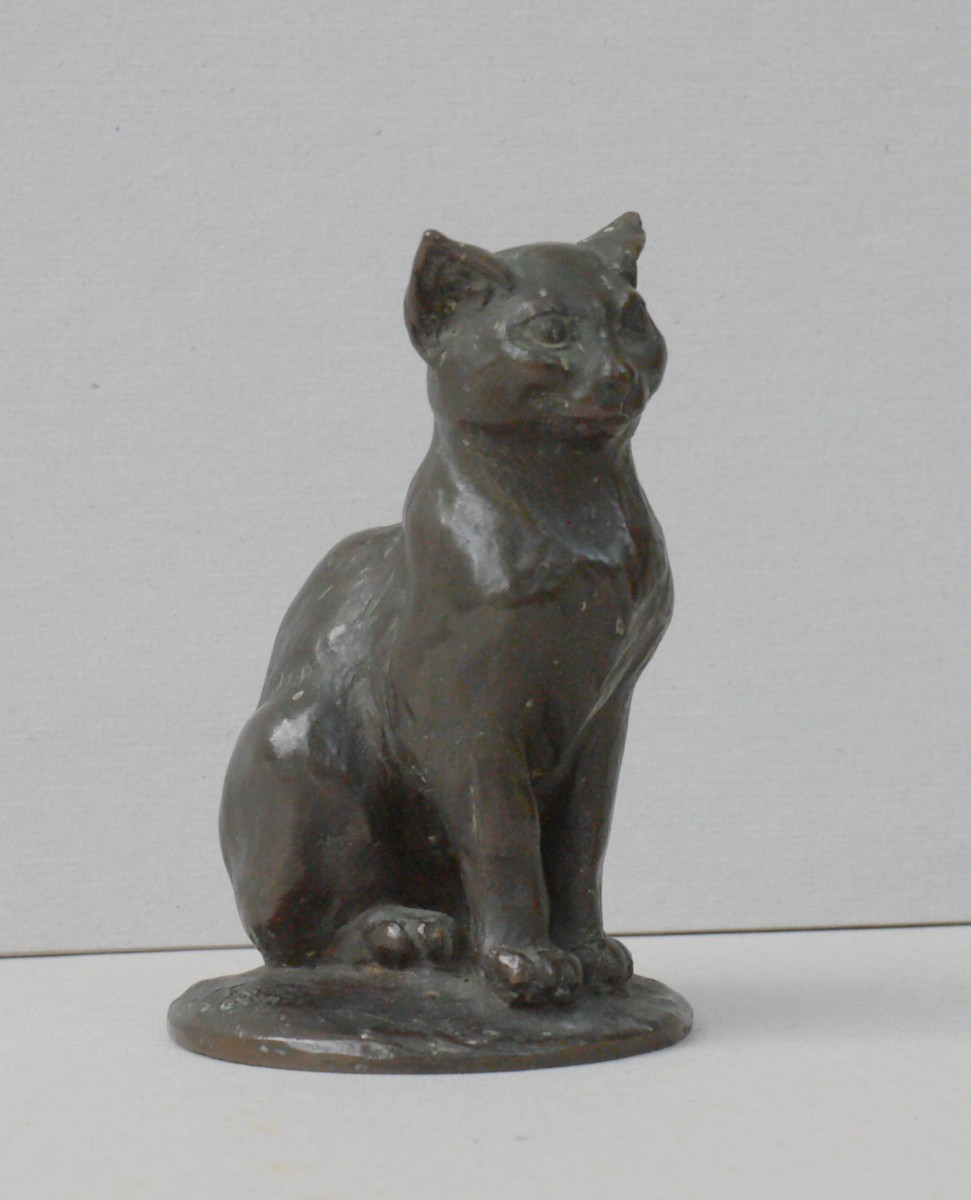
Cica
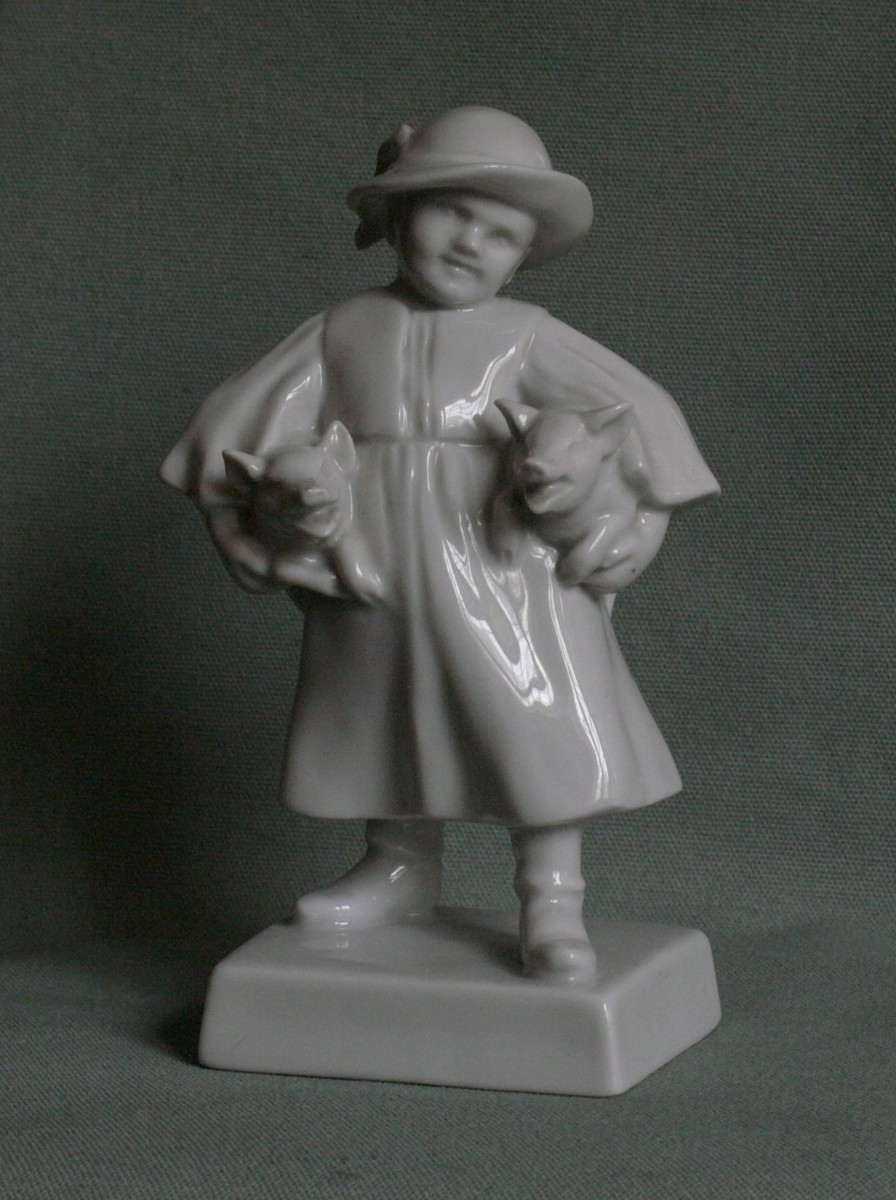
Malacos fiú
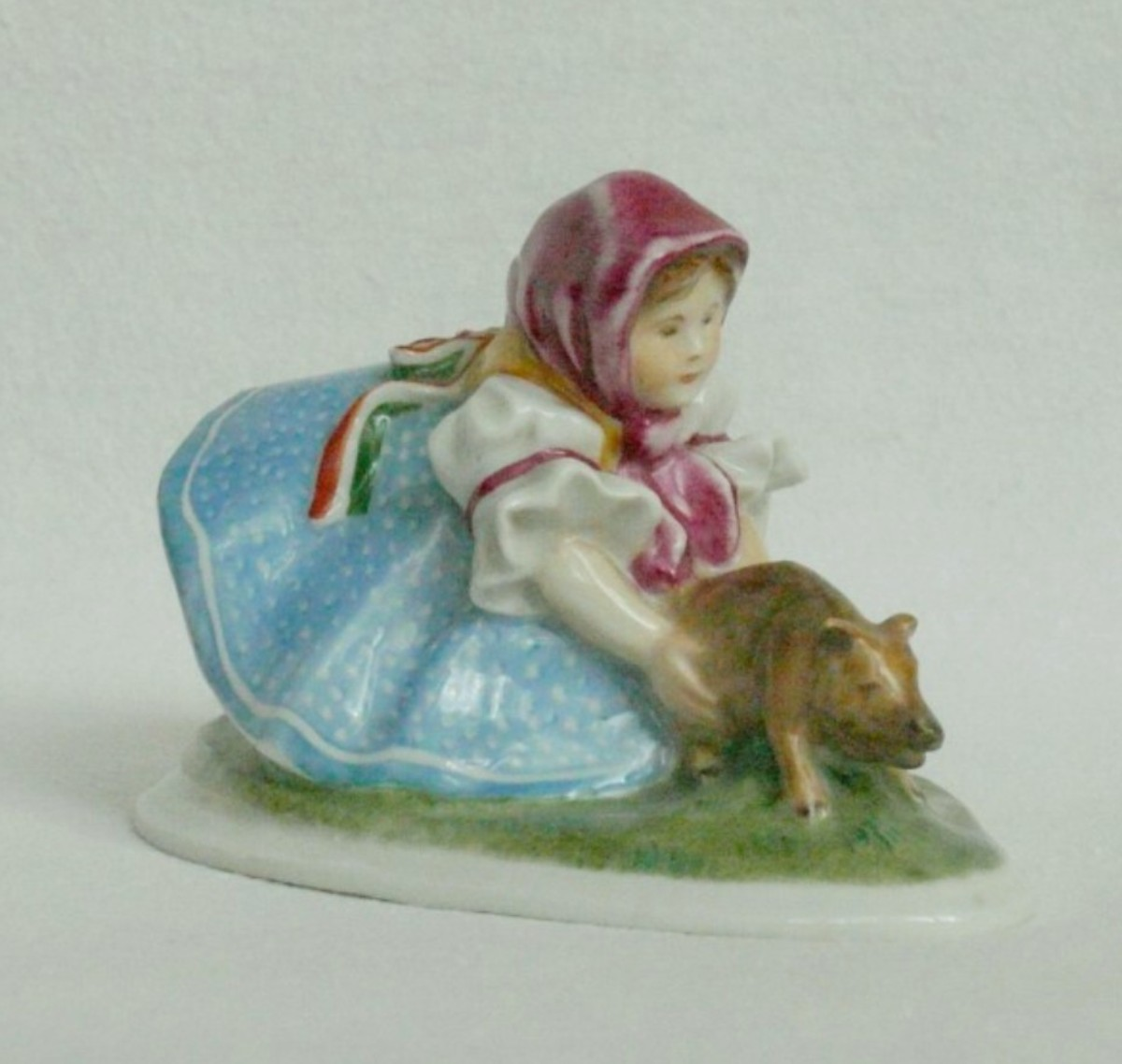
Malacos lány
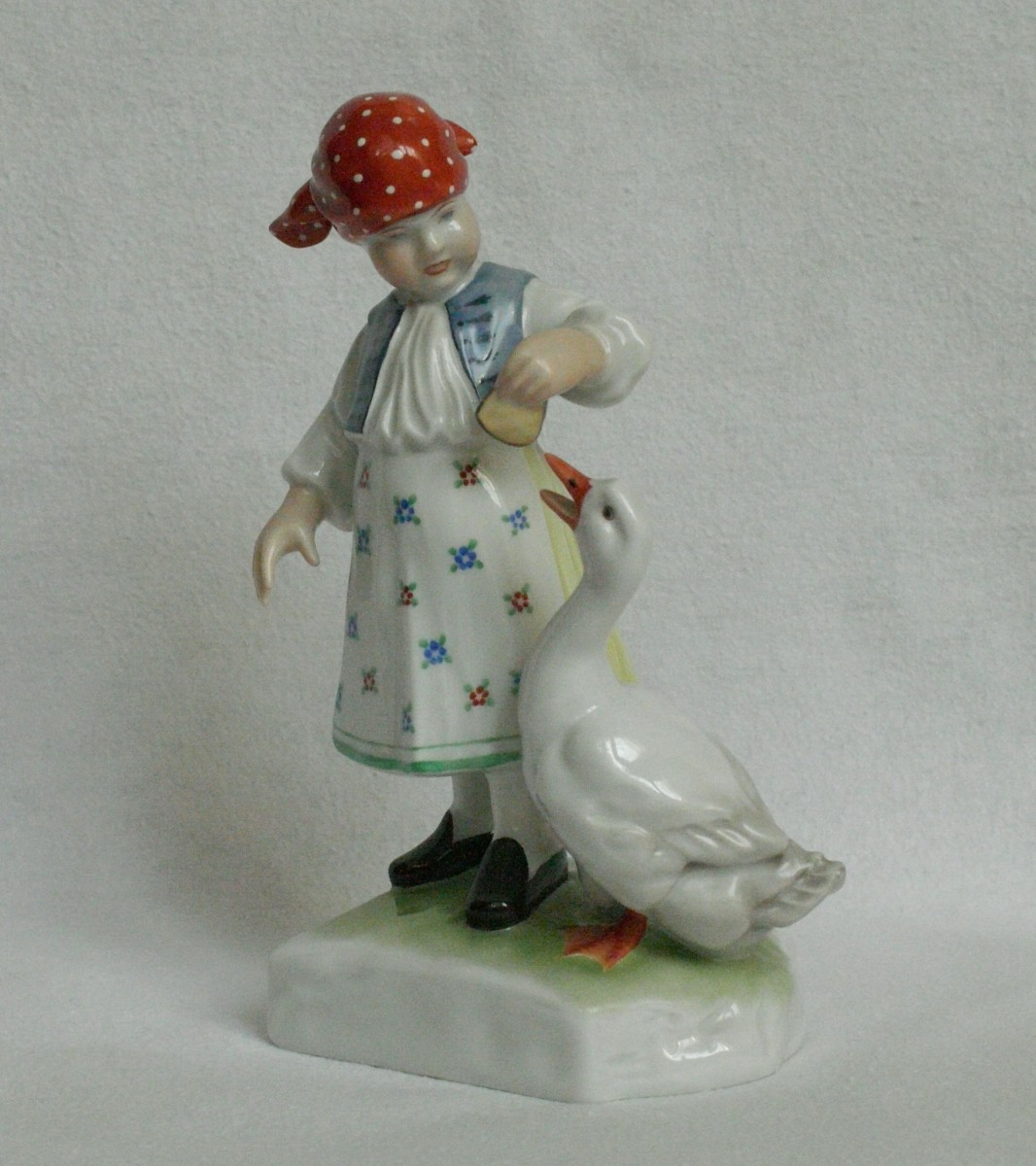
Libás lány
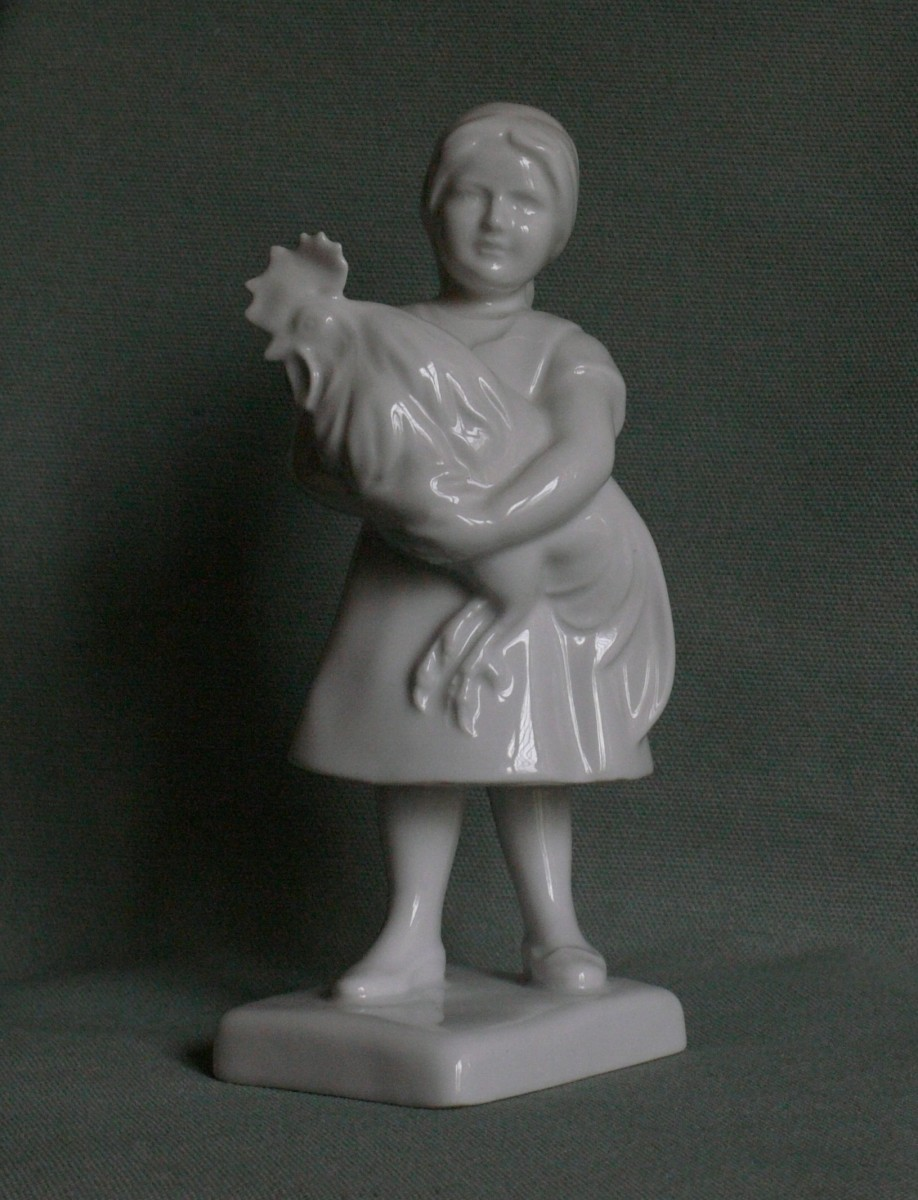
Kakasos lány
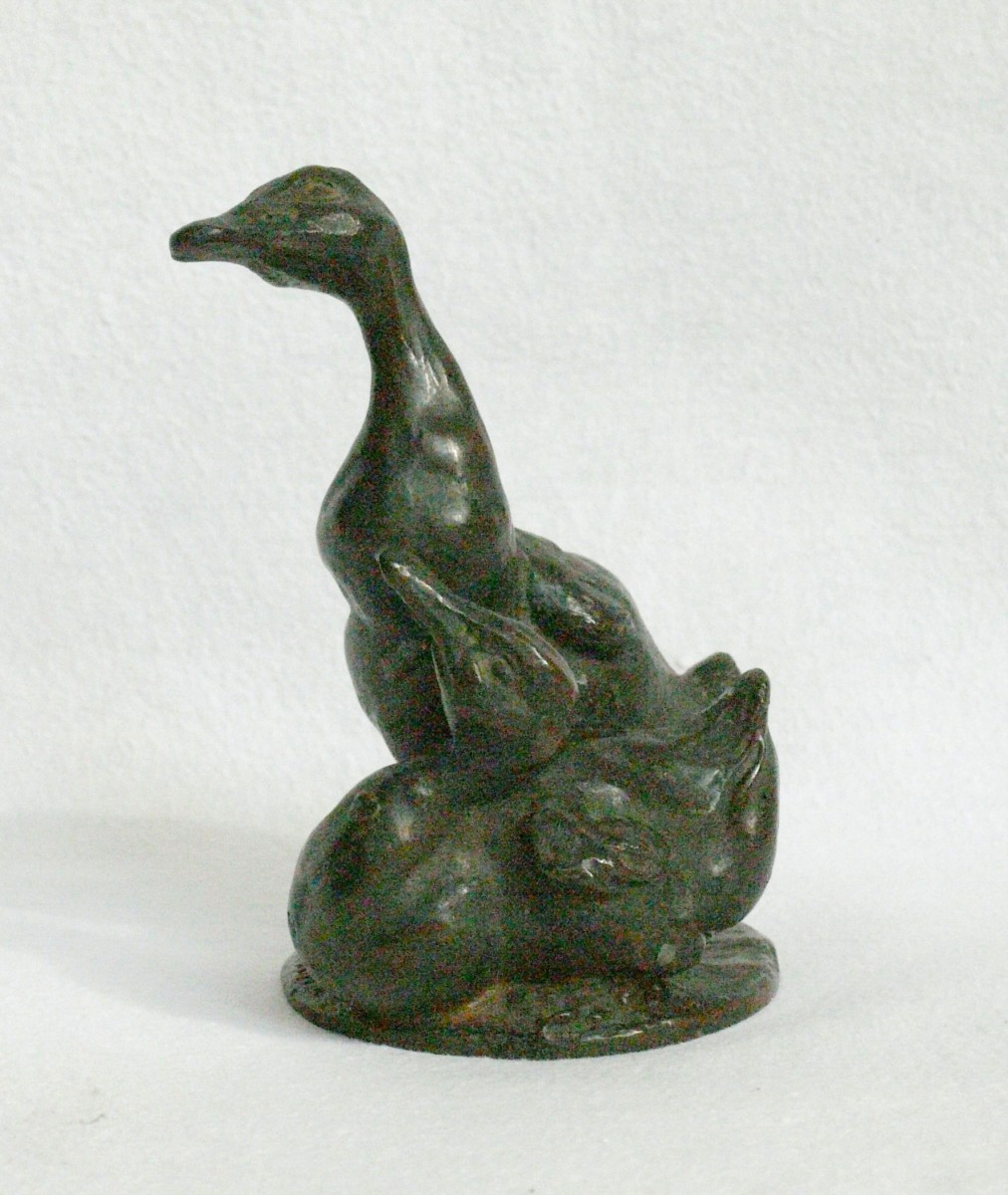
Libák
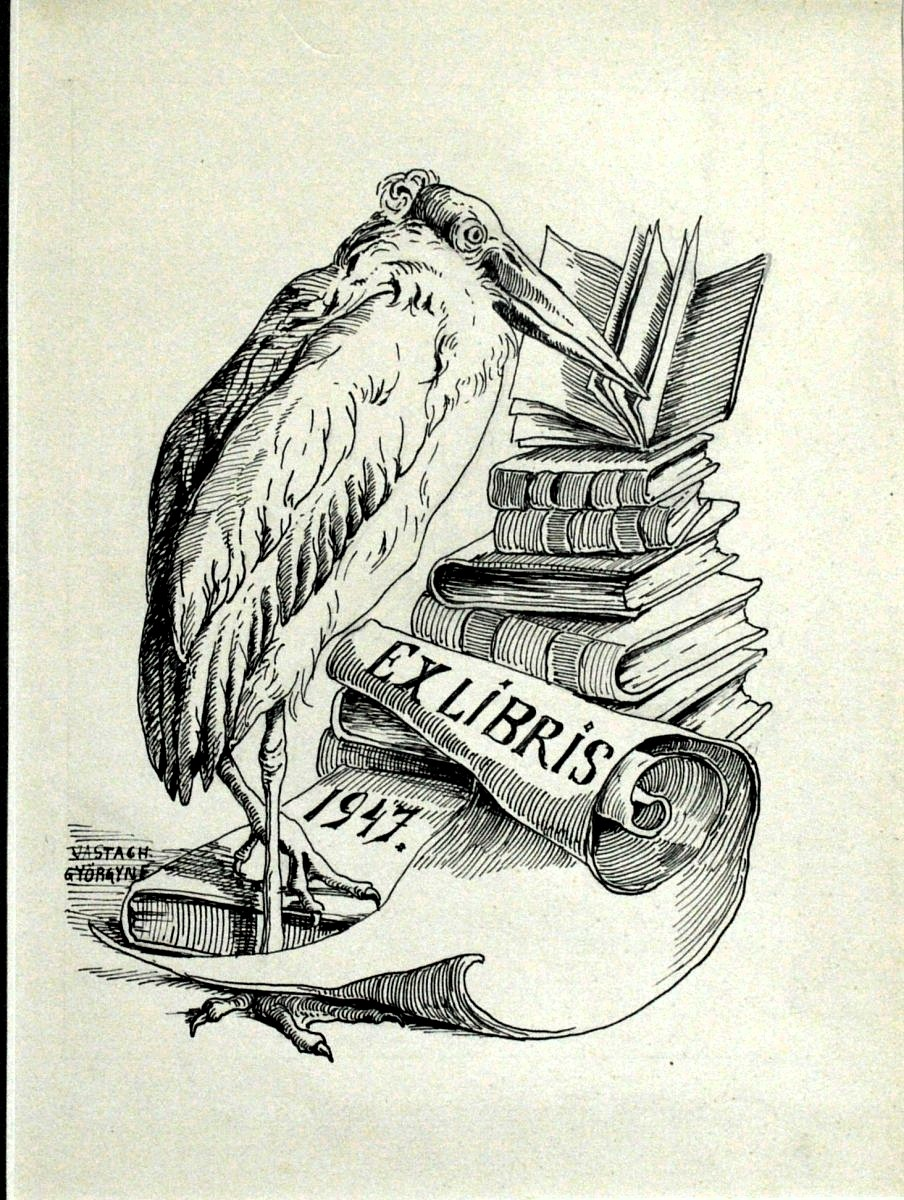
Ex libris terv
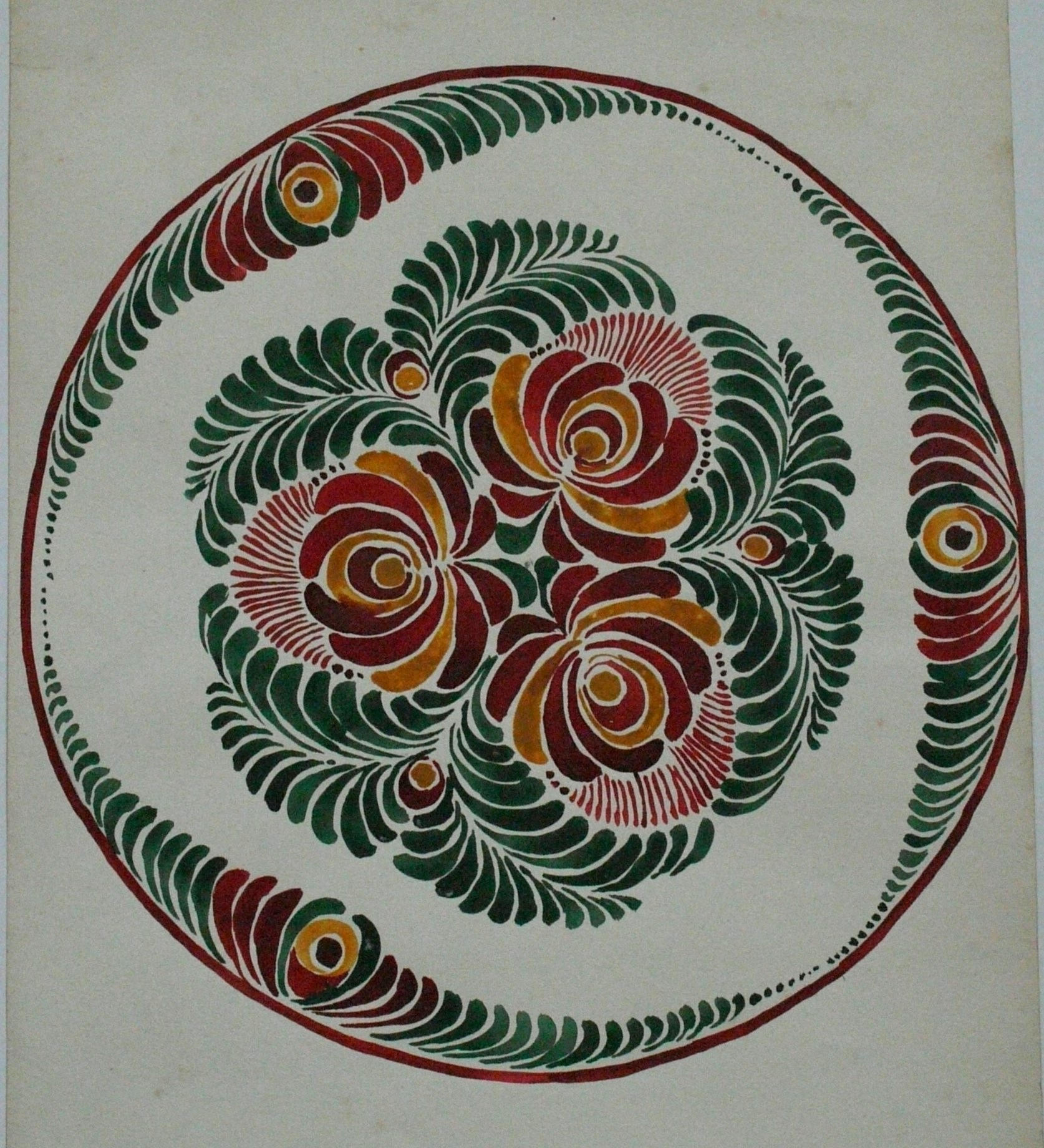
Dísztányér terv
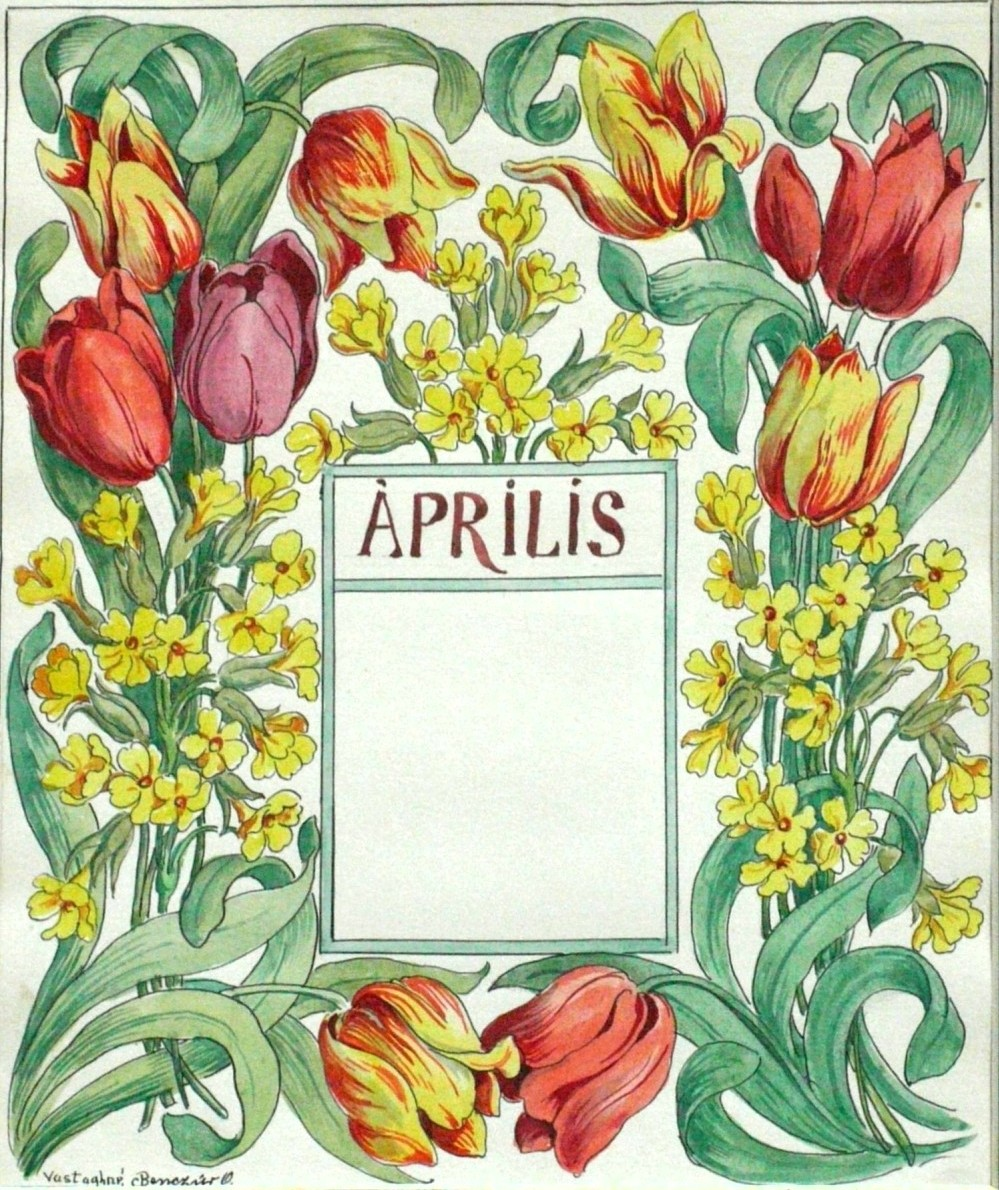
Naptár terv
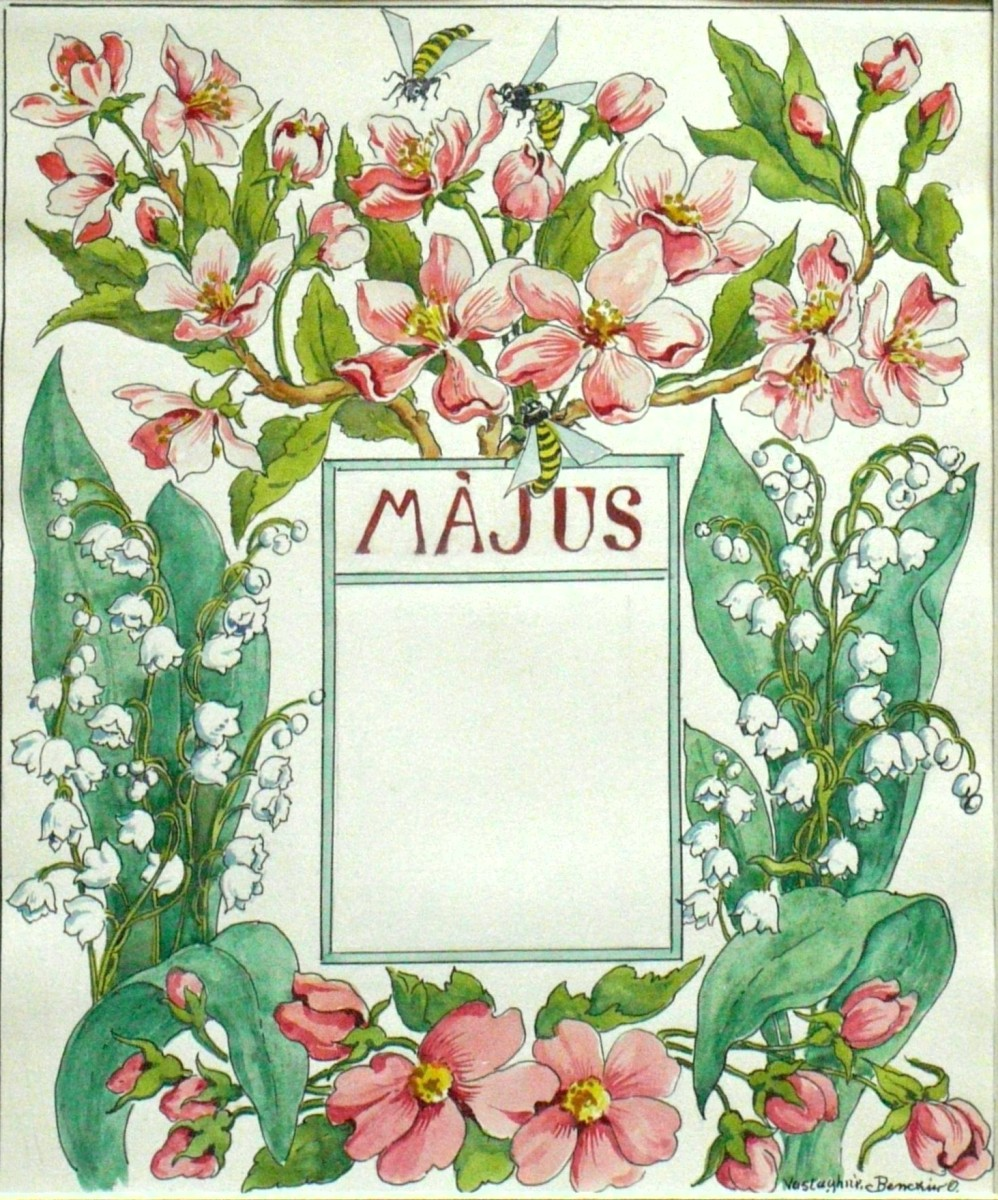
Naptár terv
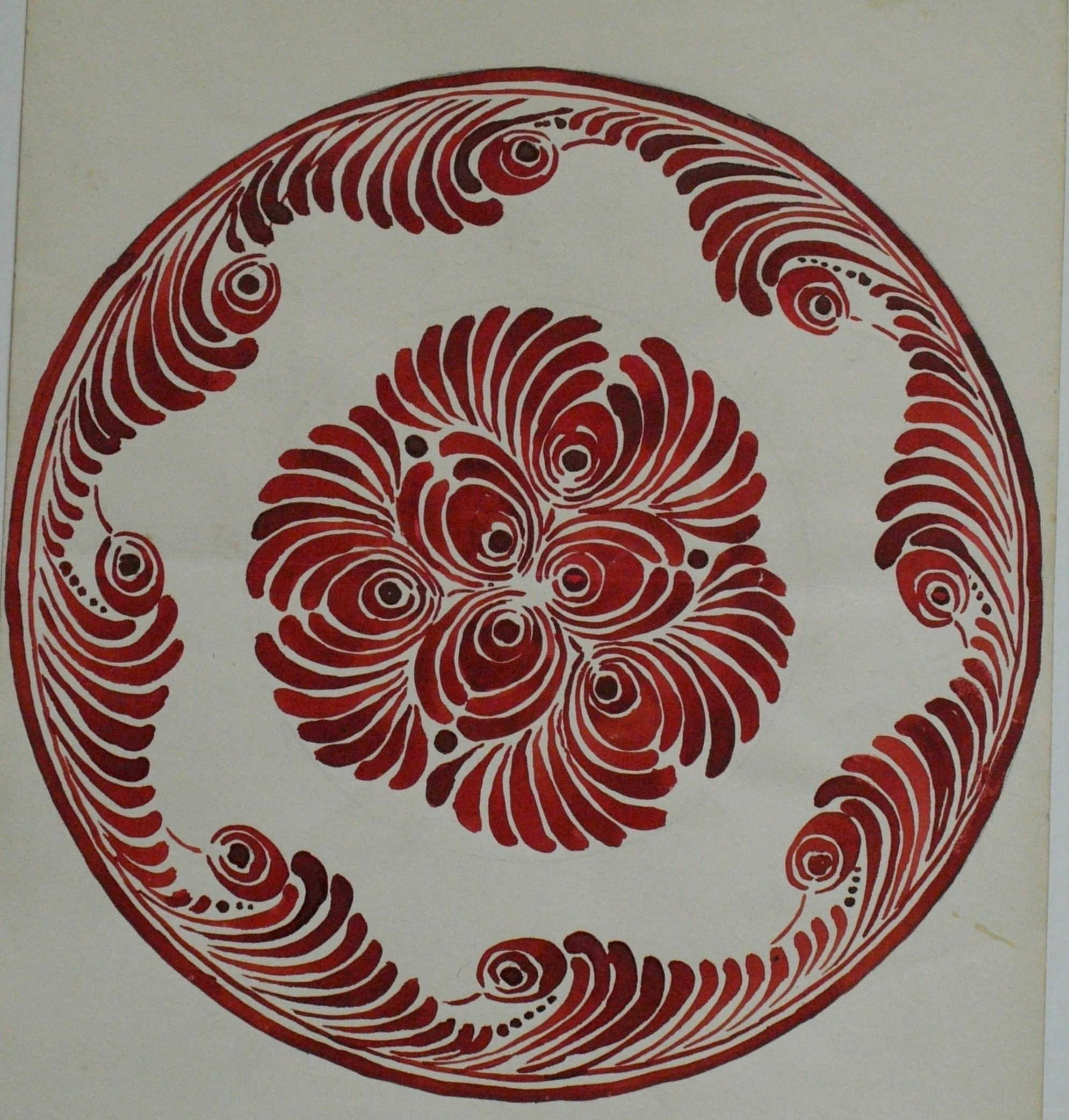
Dísztányér terv
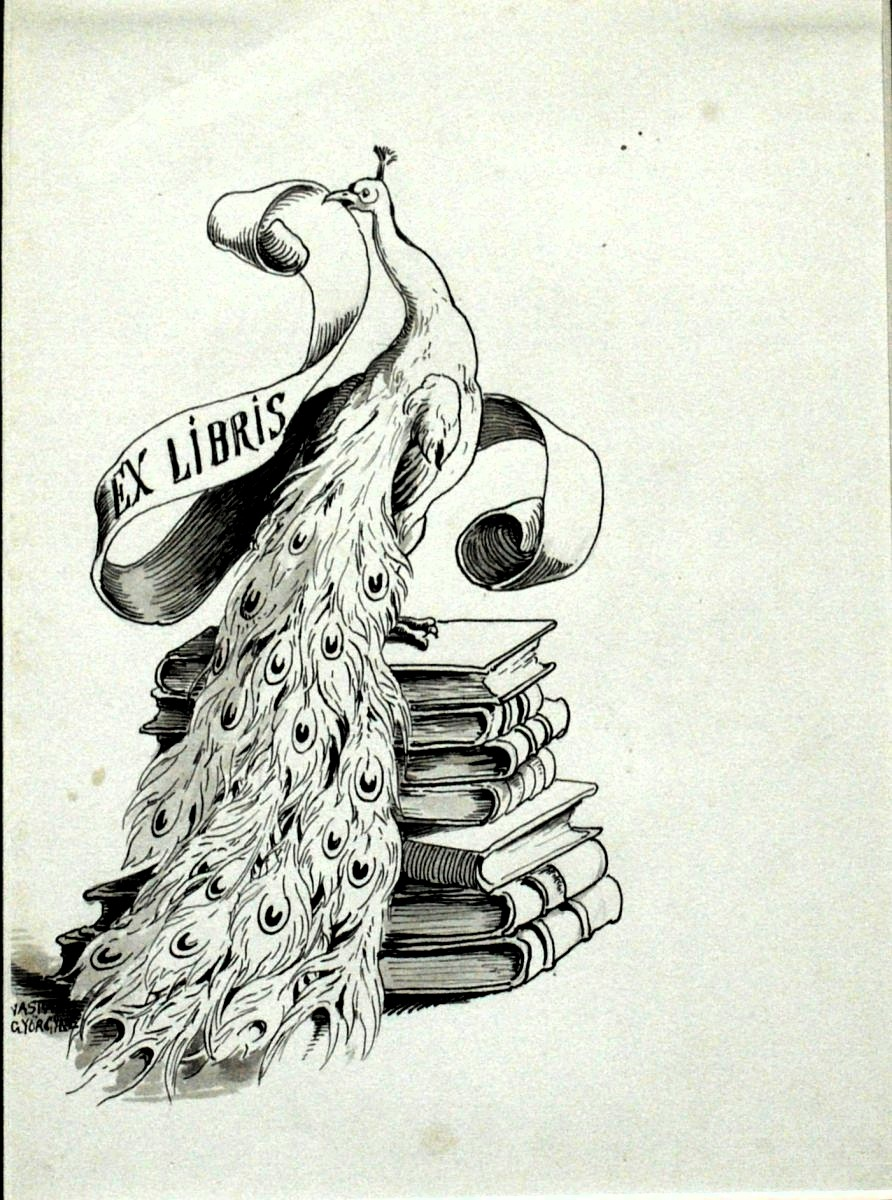
Ex libris terv